# Брайс Меффорд
Брайс Меффорд (англ. Bryce Mefford, 3 жовтня 1998) — американський плавець.
Учасник Олімпійських Ігор 2020 року, де на дистанції 200 метрів на спині посів 4-те місце.